# Drepanoides anomalus
Genre
Espèce
Synonymes
- Cloelia anomala Jan, 1863
- Drepanodon astigmaticus Peracca, 1896
- Pseudoclelia guttata Rendahl & Vestergren, 1941

Drepanoides anomalus, unique représentant du genre Drepanoides, est une espèce de serpents de la famille des Dipsadidae.

## Description
Ce serpent se caractérise par une coloration rouge vif, une tête noire, et un collier blanc qui peut s'estomper chez les adultes. Ce type de coloration se retrouve chez d'autres espèces présentes dans sont aire de distribution, comme les jeunes Clelia clelia ou encore les espèces du genre Pseudoboa. Drepanoides anomalus peut néanmoins se différencier des autres espèces par la présence de taches noires sur ses écailles, par l'absence d'écaille loréale ainsi que par la présence d'écailles sous-caudales divisés (ce qui n'est pas le cas chez les Pseudoboa). Il s'agit d'une espèce de petite taille, mesurant environ 50 cm à l'âge adulte. 

## Répartition
Cette espèce se rencontre dans la forêt amazonienne, en Colombie, en Équateur, au Pérou, en Bolivie, au Brésil et en Guyane

## Biologie
Ce serpent habite les forêts tropicales humides. Il est nocturne et se nourrit probablement de reptiles ainsi que de leurs oeufs.

## Publications originales
- Dunn, 1928 : A tentative key and arrangement of the American genera of Colubridae. Bulletin of the Antivenin Institute of. America, vol. 2, p. 18‑24.
- Jan, 1863 : Elenco Sistematico degli Ofidi descriti e disegnati per l'Iconografia Generale. Milano, A. Lombardi, p. 1-143 (texte intégral).